# Akkaia bhutanica
Akkaia bhutanica är en insektsart som beskrevs av Ghosh, L.K. 1972. Akkaia bhutanica ingår i släktet Akkaia och familjen långrörsbladlöss. Inga underarter finns listade i Catalogue of Life.